# Agencia Vietnamita de Noticias

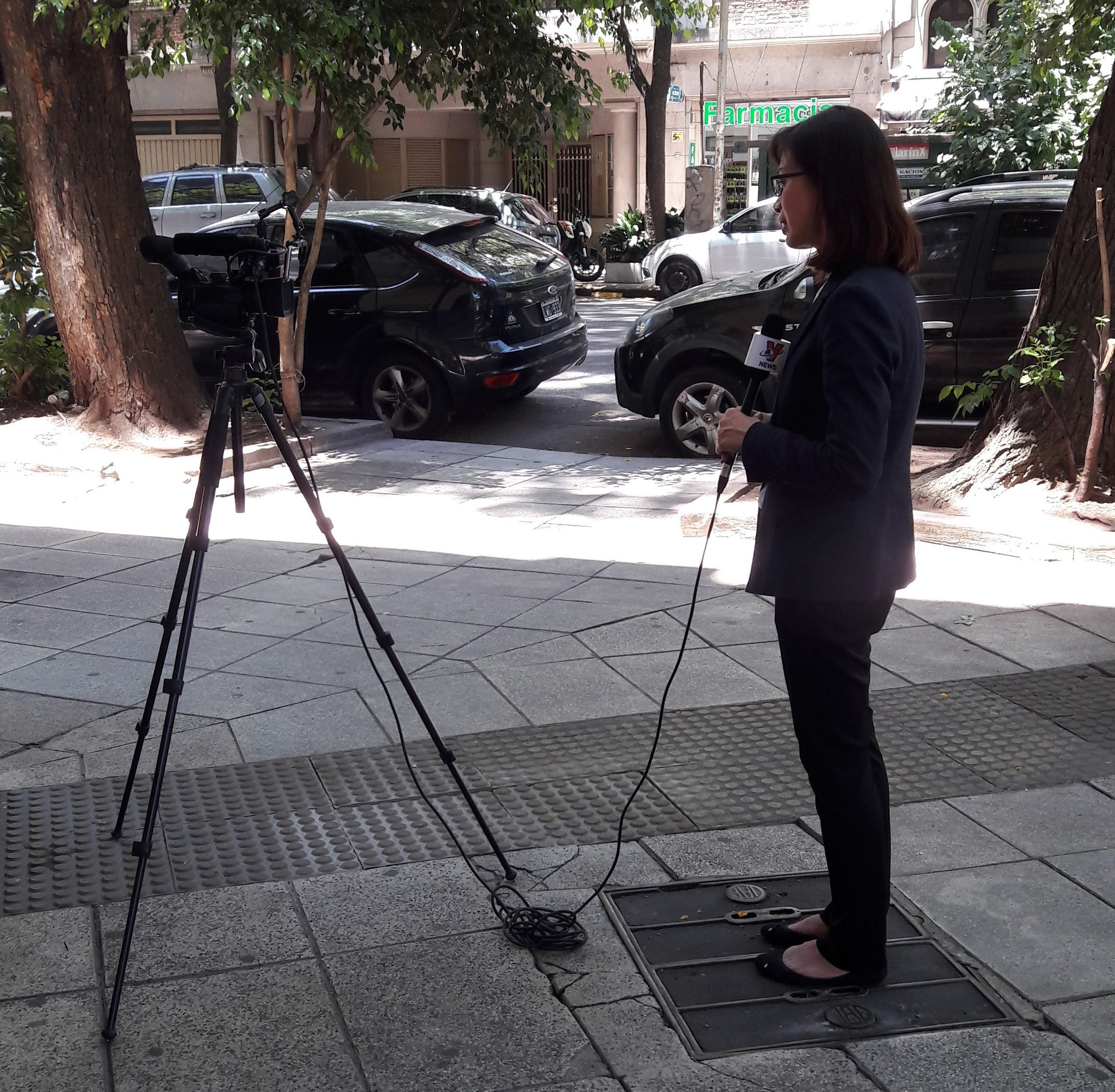
Corresponsal de la agencia en Buenos Aires, Argentina.

La Agencia Vietnamita de Noticias (VNA) es un órgano gubernamental y la voz oficial de la República Socialista de Vietnam.
Como única agencia de noticias en el país, la VNA (nombre internacional proveniente de las siglas en inglés “Vietnam News Agency”) cumple la función de difundir informaciones y documentos oficiales del Partido y del Estado, así como recopilar y divulgar noticias en diferentes formatos al servicio de instituciones estatales, medios de comunicación masivos, al igual que organizaciones o individuos interesados.
La VNA dispone de una sede central (el Centro Nacional de Información) en la calle Ly Thuong Kiet, número 5, en Hanoi y otras dos: para la región sureña en la calle Nguyen Thi Minh Khai, número 120, en Ciudad Ho Chi Minh, y para la parte central y la Altiplanicie Occidental en la calle Le Thanh Ton, número 28, en Da Nang.

## Sistema Orgánico
La VNA es un complejo integrado por 32 unidades, entre ellas, las fuentes de información primarias (cinco departamentos y dos centros), los órganos de publicación (una casa editorial y nueve redacciones de periódicos), multimedias (un canal televisivo y un periódico electrónico), así como cinco centros de servicios secundarios. También cuenta con entidades funcionales y dos empresas que ofrecen servicios de impresión.
La Agencia posee también un sistema de 63 corresponsalías en las provincias y ciudades del país y otras 30 en el extranjero que cubren los puntos informativamente más sensibles de los cinco continentes. Esta ventaja es exclusiva de la VNA entre los medios de comunicación de Vietnam.
Con 60 productos informativos elaborados por más de mil periodistas (entre los dos mil 400 trabajadores de la Agencia), la VNA lidera los órganos periodísticos de Vietnam tanto en cantidad como en diversidad productiva. Entre sus labores figuran noticias escritas, fotográficas y televisivas (de las fuentes primarias), periódicos diarios, semanales, mensuales, revistas especializadas o ilustradas (de las unidades de publicación), así como informaciones en línea para dispositivos electrónicos y teléfonos celulares (de las multimedias), entre otros…
La VNA es al mismo tiempo el órgano de prensa que opera con más idiomas en Vietnam: además de numerosos despachos en vietnamita, ofrece también noticias diarias sobre el país en inglés, chino, francés y español y publica varios periódicos en laosiano, coreano, japonés y ruso, así como las cuatro lenguas anteriormente mencionadas. De esta forma, la Agencia es considerada el centro de noticias para el exterior más importante de la nación.
La VNA estableció relaciones de cooperación con más de 40 entidades de prensa en el mundo (como AFP, Reuters, ITAR-TASS, Xinhua, Yonhap, Kyodo News, Prensa Latina, Notimex, ABN, Telam…) y es miembro de las organizaciones noticiosas multilaterales NANAP (Consorcio de Agencias No-Alineadas), OANA (Organización de Agencias de Noticias de Asia - Pacífico) y ANEX (Intercambio de Noticias de la ASEAN).
Además, tiene asignado publicar ediciones periodísticas en lenguas étnicas vietnamitas con escrituras reconocidas por el Estado (en ocho lenguas hasta el momento).

Al cumplir, con incesantes esfuerzos, la función de difundir oportunas informaciones sobre todos los aspectos de la vida política y socioeconómica de Vietnam mediante una gran diversidad de formas de comunicación, la VNA mantiene firme su papel del canal principal de noticias y de centro informativo estratégico y fiable del Partido y del Estado, con importantes aportes al desarrollo y la defensa nacionales.
La VNA es la voz oficial del Gobierno de Vietnam sobre asuntos domésticos e internacionales, con derecho a “anunciar opiniones oficiales del Estado sobre temas corrientes, corregir las informaciones erróneas dañinas a los intereses nacionales y, en caso necesario, emitir rechazos a tergiversaciones intencionales”. 
“Los órganos de comunicación en Vietnam deben utilizar las noticias oficiales y originales de la VNA de acuerdo con las normas vigentes”.
“Los ministerios, agencias públicas, gobiernos locales y otros órganos relativos deben proveer informaciones y documentos necesarios para la VNA, en aras de garantizar la difusión oportuna y exacta de las orientaciones y políticas del Partido y del Estado a la población”.

## Una Orgullosa Historia
El 15 de septiembre de 1945 – apenas dos semanas después de que el Presidente Ho Chi Minh proclamó la Independencia de Vietnam en la Plaza Ba Binh, en Hanoi – se transmitieron desde la estación radiodifusora Bach Mai los textos completos de esa histórica declaración en los idiomas vietnamita, inglés y francés con respectivos signos de prensa: VNTTX (siglas del nombre en vietnamita de la Agencia “Việt Nam Thông tấn xã”), VNA (siglas de “Vietnam News Agency”) y AVI (siglas de “Agence Vietnamien D’Information”).
Esos anuncios al mundo sobre el nacimiento de un nuevo Vietnam constituyeron las primeras noticias de la actual VNA. De tal manera, se convirtió en la primera agencia informativa de Vietnam, rompiendo el unilateralismo de las firmas noticiosas occidentales, y el 15 de septiembre se conmemora como el Día de Fundación de la Agencia.
Por otra parte, la Agencia Informativa de la Liberación, la voz oficial del Frente de Liberación Nacional del Sur de Vietnam y el Gobierno Revolucionario Provisional se fundó el 12 de octubre de 1960.
Después de la reunificación nacional en 1975, las dos instituciones revolucionarias se fusionaron según la Decisión 84/UBTVQH del Comité Ejecutivo de la Asamblea Nacional bajo el título “Thông tấn xã Việt Nam” (la VNA), la única de su tipo en el país.
De esa forma, el proceso de desarrollo de la VNA desde su fundación está ligado a la causa revolucionaria de liberación y construcción nacionales del pueblo vietnamita. De los 450 periodistas mártires en las dos guerras de resistencia de Vietnam contra los colonialistas franceses e invasores estadounidenses, 260 pertenecieron a la VNA, incluidos el primer dirigente de la Agencia, Tran Kim Xuyen (fallecido en 1947 en el distrito de Chuong My, en las afueras de Hanoi) y el entonces subdirector de la Agencia Informativa de la Liberación Bui Dinh Tuy (fallecido en 1967 en el distrito de Trang Dau, en el frente oriental del Sur de Vietnam) quien se convirtió en el primer corresponsal de Vietnam honrado con el nombramiento a una calle (en Ciudad Ho Chi Minh).
Durante el transcurso de siete décadas de trabajo y lucha, la VNA es el primer órgano periodístico del país que recibió dos títulos colectivos de heroísmo: Héroe de las Fuerzas Armadas Populares y Héroe de Treabajo en los tiempos de Renovación. También fue condecorada dos veces con la Orden Estrella Dorada (la máxima distinción del Estado vietnamita), Orden Ho Chi Minh, Orden Independencia de Primera Categoría, así como otras numerosas distinciones nacionales e internacionales.

## En El Camino De Desarrollo
(Los productos informativos – periodísticos de la VNA)
Para desplegar esas valiosas tradiciones, la VNA realizó en los pasados años constantes renovaciones con el fin de desarrollarse en un moderno complejo de comunicación con diversificados medios informativos. El funcionamiento profesional de la Agencia incluye tres bloques principales: